# Тиллісте (волость)
Ти́ллісте (ест. Tõlliste vald) — з 11 липня 1991 до адміністративної реформи 2017 року волость в Естонії, одиниця самоврядування в повіті Валґамаа.

## Географічні дані
Площа волості — 193,78 км2, чисельність населення на 1 січня 2017 року становила 1570 осіб.

## Населені пункти
Адміністративний центр — селище Лаатре.
На території волості розташовувалися:
2 селища (alevik): Лаатре (Laatre), Тсірґулійна (Tsirguliina);
13 сіл (küla):
Віласкі (Vilaski), Вяльякюла (Väljaküla), Ійґасте (Iigaste), Коріярве (Korijärve), Мугква (Muhkva), Паю (Paju), Рампе (Rampe), Соору (Sooru), Супа (Supa), Таґула (Tagula), Тиллісте (Tõlliste), Тіну (Tinu), Яанікезе (Jaanikese).

## Історія
11 липня 1991 року Тиллістеська сільська рада була перетворена у волость зі статусом самоврядування.